# Francia en los Juegos Paralímpicos de Seúl 1988
Francia estuvo representada en los Juegos Paralímpicos de Seúl 1988 por un total de 116 deportistas, 95 hombres y 21 mujeres.

## Medallistas
El equipo paralímpico francés obtuvo las siguientes medallas:
| Nombre | Deporte                       | Evento                                                  |
| --- | ----------------------------- | ------------------------------------------------------- |
| Oro |                               |                                                         |
| Martine Prieur | Atletismo                     | 100 m 5-6 femenino                                      |
| Martine Prieur | Atletismo                     | Pentatlón 5-6 femenino                                  |
| Valene Deconde | Atletismo                     | 400 m A1-3A9L2 femenino                                 |
| Mustapha Badid | Atletismo                     | 200 m A1-3A9L2 masculino                                |
| Mustapha Badid | Atletismo                     | 1500 m A1-3A9L2 masculino                               |
| Mustapha Badid | Atletismo                     | 5000 m A1-3A9L2 masculino                               |
| Mustapha Badid | Atletismo                     | Maratón A1-3A9L2 masculino                              |
| Farid Amarouche | Atletismo                     | 400 m 4 masculino                                       |
| Farid Amarouche | Atletismo                     | 1500 m 4 masculino                                      |
| Farid Amarouche | Atletismo                     | 5000 m 4 masculino                                      |
| Jean-François Poitevin | Atletismo                     | 10 000 m 4 masculino                                    |
| Jean-François Poitevin | Atletismo                     | Maratón 4 masculino                                     |
| Michel Bapte | Atletismo                     | Salto de longitud C7 masculino                          |
| Rudi van den Abbeele | Atletismo                     | Pentatlón 5 masculinox                                  |
| Tristan Mouric | Ciclismo en ruta              | Ruta 50 km LC2 masculino                                |
| Francisco Trujillo | Ciclismo en ruta              | Ruta 70 km LC4 masculino                                |
| Jannick Seveno | Esgrima en silla de ruedas    | Espada individual 1C-3 femenino                         |
| Murielle Desmarets | Esgrima en silla de ruedas    | Florete individual 1C-3 femenino                        |
| Sabbah Aoutar Murielle Desmarets Thérèse Lemoine Jannick Seveno | Esgrima en silla de ruedas    | Florete por equipos femenino                            |
| Arthur Bellance | Esgrima en silla de ruedas    | Florete individual 4-6 masculino                        |
| Robert Citerne | Esgrima en silla de ruedas    | Espada individual 4-6 masculino                         |
| Arthur Bellance André Hennaert Yvon Pacault | Esgrima en silla de ruedas    | Florete por equipos masculino                           |
| Pascal Durand André Hennaert Yvon Pacault | Esgrima en silla de ruedas    | Sable por equipos masculino                             |
| Michel Abalain | Levantamiento de potencia     | –67,5 kg coed masculino                                 |
| Bernard Barberet | Levantamiento de potencia     | –90 kg masculino                                        |
| Geneviève Pairoux | Natación                      | 25 m braza L1 femenino                                  |
| Béatrice Pierre | Natación                      | 25 m espalda L1 femenino                                |
| Hélène Binet | Natación                      | 50 m espalda C6 femenino                                |
| Geneviève Pairoux | Natación                      | 50 m libre L1 femenino                                  |
| Agnès Béraudias | Natación                      | 100 m libre L5 femenino                                 |
| David Foppolo | Natación                      | 50 m espalda A5 masculino                               |
| David Foppolo | Natación                      | 50 m mariposa A5 masculino                              |
| David Foppolo | Natación                      | 100 m libre A5 masculino                                |
| David Foppolo | Natación                      | 200 m estilos A5 masculino                              |
| Eric Ghysel | Natación                      | 50 m libre B2 masculino                                 |
| Eric Ghysel | Natación                      | 100 m libre B2 masculino                                |
| Bernard Micorec | Natación                      | 100 m braza 5 masculino                                 |
| Bernard Micorec | Natación                      | 100 m espalda 5 masculino                               |
| Eric Richard | Natación                      | 100 m braza A5 masculino                                |
| Equipo | Natación                      | 4 × 50 m libre A1-A8 masculino                          |
| Equipo | Natación                      | 4 × 50 m estilos A1-A8 masculino                        |
| Bernadette Darvand | Tenis de mesa                 | Individual TT6 femenino                                 |
| Michel Peeters | Tenis de mesa                 | Individual 2 masculino                                  |
| Guy Tisserant | Tenis de mesa                 | Individual TT2 masculino                                |
| Claude Chedeau | Tenis de mesa                 | Individual TT clase abierta masculino                   |
| Michel Gauducheau Guy Tisserant | Tenis de mesa                 | Equipo TT2 masculino                                    |
| Plata |                               |                                                         |
| Valene Deconde | Atletismo                     | 100 m A1-3A9L2 femenino                                 |
| Valene Deconde | Atletismo                     | 200 m A1-3A9L2 femenino                                 |
| Florence Gossiaux | Atletismo                     | 800 m 1C femenino                                       |
| Farid Amarouche | Atletismo                     | 800 m 4 masculino                                       |
| Farid Amarouche | Atletismo                     | 10 000 m 4 masculino                                    |
| Farid Amarouche | Atletismo                     | Maratón 4 masculino                                     |
| Jean-François Poitevin | Atletismo                     | 1500 m 4 masculino                                      |
| Jean-François Poitevin | Atletismo                     | 5000 m 4 masculino                                      |
| Mustapha Badid | Atletismo                     | 100 m A1-3A9L2 masculino                                |
| Michel Bapte | Atletismo                     | 100 m C7 masculino                                      |
| Michel Pavon | Atletismo                     | 5000 m B2 masculino                                     |
| Philippe Couprie | Atletismo                     | Maratón A1-3A9L1-2 masculino                            |
| Paul Collet | Atletismo                     | Maratón B2 masculino                                    |
| Thérèse Lemoine | Esgrima en silla de ruedas    | Florete individual 4-6 femenino                         |
| Pascal Durand | Esgrima en silla de ruedas    | Sable individual 1C-3 masculino                         |
| Yvon Pacault | Esgrima en silla de ruedas    | Sable individual 4-6 masculino                          |
| Arthur Bellance Serge Besseiche Robert Citerne | Esgrima en silla de ruedas    | Espada por equipos masculino                            |
| Béatrice Pierre | Natación                      | 50 m libre L1 femenino                                  |
| Hélène Binet | Natación                      | 100 m libre C6 femenino                                 |
| Ghislaine Cristallo | Natación                      | 100 m libre L5 femenino                                 |
| Claude Badie | Natación                      | 100 m espalda C3 masculino                              |
| Claude Badie | Natación                      | 200 m espalda C3 masculino                              |
| Claude Badie | Natación                      | 100 m libre C3 masculino                                |
| Bernard Micorec | Natación                      | 100 m libre 5 masculino                                 |
| Bernard Micorec | Natación                      | 400 m libre 5 masculino                                 |
| Bernard Micorec | Natación                      | 200 m estilos 5 masculino                               |
| Eric Richard | Natación                      | 50 m espalda A5 masculino                               |
| Eric Richard | Natación                      | 100 m libre A5 masculino                                |
| Emmanuel Lacroix | Natación                      | 100 m espalda A8 masculino                              |
| Emmanuel Lacroix | Natación                      | 100 m libre A8 masculino                                |
| Eric Ghysel | Natación                      | 50 m braza B2 masculino                                 |
| Eric Fleury | Natación                      | 100 m braza L4 masculino                                |
| Mohamed Ait Aissa | Natación                      | 50 m espalda 3 masculino                                |
| Robert Gallais | Natación                      | 100 m espalda A4 masculino                              |
| Patrick Moyses | Natación                      | 25 m mariposa 3 masculino                               |
| Eric Richard | Natación                      | 50 m mariposa A5 masculino                              |
| Claude Dupin | Natación                      | 100 m mariposa L5 masculino                             |
| Equipo | Natación                      | 4 × 100 m estilos clase abierta T/P masculino           |
| Guy Tisserant | Tenis de mesa                 | Individual 1A-4 masculino                               |
| Marc Piras | Tenis de mesa                 | Individual TT4 masculino                                |
| Thierry Garofalo Marc Piras | Tenis de mesa                 | Equipo TT5 masculino                                    |
| Equipo | Tenis de mesa                 | Equipo TT6 femenino                                     |
| Guy Dumarquez | Tiro                          | Pistola de aire de pie LSH2 masculino                   |
| René Duchemin | Yudo                          | –65 kg masculino                                        |
| Bronce |                               |                                                         |
| Valene Deconde | Atletismo                     | 800 m A1-3A9L2 femenino                                 |
| Martine Prieur | Atletismo                     | Disco 5 femenino                                        |
| Philippe Couprie | Atletismo                     | 800 m A1-3A9L2 masculino                                |
| Philippe Couprie | Atletismo                     | 1500 m A1-3A9L2 masculino                               |
| Michel Pavon | Atletismo                     | 800 m B2 masculino                                      |
| Michel Pavon | Atletismo                     | 1500 m B2 masculino                                     |
| Jean-Yves Arvier | Atletismo                     | 800 m A6A8A9L4 masculino                                |
| Jean-Yves Arvier | Atletismo                     | 10 000 m A6A8A9L4 masculino                             |
| Rudi van den Abbeele | Atletismo                     | Disco 5 masculino                                       |
| Rudi van den Abbeele | Atletismo                     | Peso 5 masculino                                        |
| Eric Laderval | Atletismo                     | Jabalina L5 masculino                                   |
| Philippe Baye Eric Benault Lionel Chavanne Michel Gradelle Jean-Luc Granzotto Marc Guillemain Michel Mench Philippe Nuttin Fabrice Pointin Jean-Yves Regnault Jean Reignier Alain Trolong | Baloncesto en silla de ruedas | Torneo masculino                                        |
| Pascal Thevenon | Ciclismo en ruta              | Ruta 70 km LC4 masculino                                |
| Jannick Seveno | Esgrima en silla de ruedas    | Florete individual 1C-3 femenino                        |
| André Hennaert | Esgrima en silla de ruedas    | Florete individual 1C-3 masculino                       |
| André Hennaert | Esgrima en silla de ruedas    | Sable individual 1C-3 masculino                         |
| Dominique Hainault | Halterofilia                  | –65 kg masculino                                        |
| Jean Grandsire | Halterofilia                  | –75 kg masculino                                        |
| Edmond Haddad | Halterofilia                  | +95 kg masculino                                        |
| Isabelle Duranceau | Natación                      | 100 m braza A8 femenino                                 |
| Isabelle Duranceau | Natación                      | 100 m mariposa A8 femenino                              |
| Isabelle Duranceau | Natación                      | 200 m estilos A8 femenino                               |
| Isabelle Duranceau | Natación                      | 400 m libre A8 femenino                                 |
| Geneviève Pairoux | Natación                      | 25 m espalda L1 femenino                                |
| Yvonne Lumineau | Natación                      | 100 m espalda C4 femenino                               |
| Equipo | Natación                      | 4 × 100 m estilos A-L femenino                          |
| Franck Maille | Natación                      | 25 m braza L1 masculino                                 |
| Franck Maille | Natación                      | 25 m espalda L1 masculino                               |
| Franck Maille | Natación                      | 50 m libre L1 masculino                                 |
| Franck Maille | Natación                      | 100 m libre L1 masculino                                |
| Pascal Avolair | Natación                      | 50 m mariposa 4 masculino                               |
| Pascal Avolair | Natación                      | 100 m libre 4 masculino                                 |
| Pascal Avolair | Natación                      | 200 m estilos 4 masculino                               |
| Eric Ghysel | Natación                      | 100 m mariposa B2 masculino                             |
| Eric Ghysel | Natación                      | 200 m estilos B2 masculino                              |
| Jean-Marc Durieux | Natación                      | 50 m espalda 2 masculino                                |
| Hervé Prisset | Natación                      | 100 m espalda 5 masculino                               |
| Michael Boucherie | Natación                      | 100 m libre A4 masculino                                |
| Emmanuel Lacroix | Natación                      | 100 m mariposa A8 masculino                             |
| Bernard Micorec | Natación                      | 100 m mariposa 5 masculino                              |
| Eric Richard | Natación                      | 200 m estilos A5 masculino                              |
| Equipo | Natación                      | 4 × 100 m libre A-L masculino                           |
| Daniel Jeannin | Tenis de mesa                 | Individual 1C masculino                                 |
| Michel Gauducheau | Tenis de mesa                 | Individual TT2 masculino                                |
| Marie-Thérèse Pichon | Tiro                          | Pistola de aire de pie LSH2 femenino                    |
| Serge Pittard | Tiro                          | Rifle de aire en tres posiciones 2-6 masculino          |
| Michel Pelon Nicole Petit Serge Pittard | Tiro                          | Rifle de aire en posición tendida por equipos 2-6 mixto |
| Marie Chantal Barberaud Pierre Guivarch Philippe Michoux | Tiro                          | Pistola de aire por equipos clase abierta mixto         |
| Lucien Courtillon Jean-Michel Favre Daniel Lelou | Tiro con arco                 | Doble ronda FITA por equipos clase abierta masculino    |
| Daniel Fourcade | Yudo                          | –86 kg masculino                                        |